# Our Last Night
Our Last Night es una banda de post-hardcore formada en Hollis, Nuevo Hampshire en mayo de 2003. Esta banda comenzó con integrantes muy jóvenes y con un nuevo estilo de post-hardcore y punk para ese año. Con el tiempo los integrantes fueron saliendo y entrando para que así después la banda esté conformada por tres integrantes hasta la actualidad.

## Historia

### Formación, Primeros años, We've Been Holding Back, Building Cities from Scratch y The Ghosts Among Us (2003-2008)
La banda se formó a mediados de 2003. En ese mismo año, luego de formar la banda con los hermanos Trevor y Matthew Wentworth, Tim Valich y Matthew Valich; la banda se lanzó en un estilo más de post-hardcore y con ese género sacaron su primer EP titulado "We've Been Holding Back". Ellos aún iban en la secundaria y aun así fueron atrayendo a más público joven en Inglaterra.
El 17 de octubre de 2005, el grupo lanzó su segundo EP titulado "Building Cities from Scratch", pero sin la participación de Matthew ni Tim. Ellos fueron reemplazados por Nick Perricone con la guitarra y Joey Perricone con la batería.
La banda estuvo completa en 2006 por Trevor Wentworth (voz), Matt Wentworth (guitarra líder/segunda voz), Colin Perry (guitarra rítmica), Alex "Woody" Woodrow (bajo) and Tim Molloy (batería). Un día antes de iniciar su primer tour; Trevor sólo tenía 13 años.
En agosto de 2007, después de tocar en clubes locales, Our Last Night firmó con Epitaph Records (un sello propiedad de Bad Religion's Brett Gurewitz).[4]
El 4 de marzo de 2008, lanzaron su primer álbum titulado "The Ghosts Among Us", el cual quedó en el puesto número seis en el Top Heatseekers del Billboard. Y a finales de ese año, estuvieron de gira por todo USA. Tuvieron muchas paradas en Los Ángeles para ir grabando nuevos temas.

### We Will All Evolve (2010-2011)
En marzo de 2010, la banda lanzó su segundo álbum que ya el año pasado habían grabado algunos temas, este álbum se titula "We Will All Evolve". Al mes siguiente salió a la venta una versión en vivo de este álbum y también sacaron un video musical del primer tema "Elephants". Este álbum fue producido por Andrew Wade quien había trabajado con A Day to Remember, VersaEmerge, In Fear and Faith, y VEARA. La banda estuvo de tour con From First to Last, We Came as Romans, y A Bullet for a Pretty Boy; con Asking Alexandria encabezando el tour "Welcome to the Circus", iniciado a principios de mayo y hasta finales de junio. El 23 de marzo, la banda actualizó su cuenta de Myspace para revelar la portada del álbum de versiones, y también agregó una nueva canción con el nombre de "Elephants", la primera canción del nuevo álbum. El 7 de abril, la banda sacó una nueva canción titulada "Across the Ocean" en su cuenta de Myspace y en Absolutepunk.net. Para el 23 de abril, sacaron el video musical de la canción "Elephants" en su cuenta de Myspace así como en diferentes otros sitios. El día 30 de abril, sacaron a la venta un álbum oficial en vivo de We Will All Evolve en la Adams Memorial Opera House en Derry, New Hampshire.
En 1 de febrero de 2011 viajaron a Tokio para encabezar un tour en Japón. Para el 19 de marzo encabezaron el tour "Young & Restless Tour" con Attila, Vanna, Arsonists Get All the Girls, A Bullet for a Pretty Boy, Armor for the Broken, y Across the Sun. El 7 de junio del mismo año, la banda subió a su canal de YouTube una versión acústica de "Across the Ocean". El 27 de agosto la banda subió a su cuenta de Facebook un pequeño video de 30 segundos de una nueva canción en la cual estaban trabajando.

### Age of Ignorance y salida de Colin Perry (2012)
Del 6 al 27 de enero de 2012, la banda se unió a I See Stars en su tour "Leave It 2 the Suits" junto con Stick to Your Guns, Memphis May Fire, y Make Me Famous.
Y en agosto de ese mismo año lanzaron su tercer álbum "Age of Ignorance", de algunos temas sacaron vídeos musicales como Fate, Reason To Love (acústica) y Fate (acústica). También en ese año, Colin Perry (guitarra rítmica), dejó la banda.

### Oak Island (2013-2014)
En 2013, la banda lanzó un nuevo EP titulado "Oak Island", y con el cual fueron a reconocerse más por sus temas Same Old War, Sunrise y Dark Storms junto con otro EP de versiones con género de música pop como Radioactive de Imagine Dragons y Skyfall de Adelle que fueron.
Y al siguiente año sacaron una versión acústica del EP 'Oak Island" y con el cual lanzaron también vídeos musicales de algunos temas.
En su cuenta de YouTube cuentan con diferentes versiones de canciones Pop-Rock desde Maroon 5, Justin Bieber, Miley Cyrus, Imagine Dragons, como una versión punk-rock que ha sido del agrado de muchos usuarios.

### Younger Dreams (2015-2016)
Ya en 2015, la banda lanza su cuarto álbum titulado "Younger Dreams" y luego videos musicales de temas como "Road To The Throne", "Home", "Diamonds", "White Tiger" y "A World Divided" y con el cual llegó a tener muchas visitas en Youtube.
En octubre de ese mismo año, la banda participó en el "Vans Warped Tour 2015" junto con otras bandas como Memphis May Fire, August Burns Red, Attila y entre otras más.

### Selective Hearing (2016-2017)
En los primeros meses de 2016 fue de versiones y giras. Ya en noviembre de 2016, la banda lanzó un video musical de un sencillo titulado "Common Ground" el cual sería parte de un nuevo EP para 2017.
El 9 de junio de 2017 lanzaron su quinto EP titulado "Selective Hearing" y con el cual han sacado cinco videos musicales de las canciones, "Broken Lives", "Tongue Tied", "Caught In The Storm", "Ivory Tower" y "Ghost in the Machine". Hasta la actualidad, la banda está trabajando y lanzando versiones.

### Nueva música y salida del bajista (2017–presente)
El 5 de mayo de 2017, la banda confirmó un nuevo sitio VIP, "The Nightclub", que ofrece encuentros y saludos exclusivos, música inédita y acceso anticipado a música que incluye tres temas exclusivos e inéditos: "The Deep End", un no acústico versión de "Falling Away", y una versión alternativa de "Reason to Love" en un EP, Never Heard Before. El 20 de mayo de 2017, la banda lanzó un nuevo sencillo, "Broken Lives". El 30 de mayo de 2017, la banda anunció un EP, Selective Hearing, que se lanzó el 9 de junio. El tercer sencillo que se lanzó del EP fue "Tongue Tied".
Algún tiempo después del lanzamiento de "The Nightclub", la banda envió un mensaje anunciando el final de la plataforma, en lugar de cambiar a Patreon. Citaron problemas con "The Nightclub" que no funcionaba para los fines previstos y han utilizado Patreon para lanzar contenido exclusivo basado en niveles desde agosto de 2018.
El 7 de febrero de 2019, la banda lanzó un nuevo sencillo titulado "Demons", con el anuncio de un próximo álbum titulado Let Light Overcome. La banda lanzó los sencillos "The Leap" y "Bury the Hatchet", respectivamente, el 22 de febrero y el 1 de marzo. Poco después del lanzamiento de Let Light Overcome, la banda anunció que el álbum constará de dos partes, con la segunda parte que viene más adelante en el año. El 30 de julio de 2019, la banda anunció que la segunda parte, Overcome the Darkness, se lanzará el 8 de noviembre de 2019. El 20 de septiembre, se lanzó el primer sencillo, "The Beaten Path".
En 2022, se anuncia la salida de su bajista. El trío aún no ha nombrado a un reemplazo para el bajista. Según el comunicado, todavía podemos esperar mucha música nueva este año.
Y queremos creer a los chicos también. Muy pocas bandas lanzan nuevas pistas de manera tan confiable y rápida como OLN, ya sean versiones de canciones o tus propias piezas.

## Miembros

### Actuales
- Trevor Wentworth - co-vocalista líder (2003-presente)
- Matt Wentworth - co-vocalista líder, guitarra líder (2003-presente)
- Tim Molloy - batería, percusión (2006-presente)

### Antiguos
- Jared Melville - batería (2003-2004)
- Nick Perricone - guitarra rítmica (2005-2006)
- Tim Valich - guitarra rítmica (2004-2005)
- Colin Perry - guitarra rítmica (2006-2012)
- Joey Perricone - batería (2005-2006)
- Matthew Valich - batería (2004-2005)
- Alex "Woody" Woodrow - bajo (2003-2022)

Timeline

## Discografía

### Álbumes de estudio
- Building Cities from Scratch (2005)
- The Ghosts Among Us (2008)
- We Will All Evolve (2010)
- Age of Ignorance (2012)
- Younger Dreams (2015)
- Let Light Overcome (2019)
- Overcome the Darkness (2019)
- Let Light Overcome the Darkness (2020)
- Decades of Covers (2022)
- Disney Goes Heavy (2022)

### EP
- We've Been Holding Back (2004)
- A Summer of Covers (2013)
- Oak Island (2013)
- Oak Island Acoustic (2014)
- Decades of Covers (2016)
- Selective Hearing (2017)

### Recopilatorios
- New Noise (Epitaph) (2010)

### Vídeos musicales
- "Tear Her: I Will Be Revenged" (2005)
- "Escape" (2008)
- "Elephants" (2010)
- "The Devil Inside You" (2010)
- "Invincible" (2012)
- "Fate" (2013)
- "Fate" (acoustic) (2013)
- "Skyfall" (cover) (2013)
- "Reason to Love" (acoustic) (2013)
- "Stay" (cover) (2013)
- "Mirrors" (cover) (2013)
- "Clarity" (cover) (2013)
- "Radioactive" (cover) (2013)
- "Wrecking Ball" (cover) (2013)
- "Same Old War" (2013)
- "Sunrise" (2014)
- "Dark Horse" (cover) (2014)
- "I've Never Felt This Way" (2014)
- "Dark Storms" (2014)
- "Same Old War" (acoustic) (2014)
- "Sunrise" (acoustic) (2014)
- "Bye Bye Bye (cover)" (2014)
- "Falling Away" (2014)
- "Reality Without You (acoustic)" (2014)
- "Maps" (cover) (2014)
- "Habits" (cover) (2014)
- "Blank Space (cover) (2015)
- "The Heart Wants What It Wants" (cover) (2015)
- "Left Swipe Dat" (2015)
- "HOME" (2015)
- "A World Divided" (2015)
- "Road to the throne" (2015)
- "Can't Feel My Face (cover)" (2015)
- "Drag Me Down (cover)" (2015)
- "Sorry (cover)" (2016)
- "Stressed Out (cover)" (2016)
- "Diamonds" (2016)
- "Never Forget You (cover)" (2016)
- "White Tiger" (2016)
- "Eleanor Rigby (cover)" (2016)
- "Hotel California (cover)" (2016)
- "With or Without You (cover)" (2016)
- "You Oughta Know (cover)" (2016)
- "Toxic (cover)" (2016)
- "Cold Water (cover)" (2016)
- "Common Ground" (2016)
- "All We Know (cover)" (2016)
- "Black Beatles (cover)" (2017)
- "Heavy (cover)" (2017)
- "Shape Of You (cover)" (2017)
- "Broken Lives" (2017)
- "Tongue Tied" (2017)
- "Caught In The Storm" (2017)
- "HUMBLE. (cover)" (2017)
- "Look What You Made Me Do (cover)" (2017)
- "1-800-273-8255 (cover)" (2017)
- "Ivory Tower" (2017)
- "Silence (cover)" (2017)
- "Ghost In The Machine" (2017)
- ”Fantasy Land” (2018)